# Waltraud Hüsmert
Waltraud Hüsmert (1951, Werdohl (Duitsland)) is een Duitse vertaalster van voornamelijk Nederlandstalige literatuur.

## Biografie
Hüsmert studeerde kunstgeschiedenis, neerlandistiek en germanistiek aan de Vrije Universiteit Berlijn en neerlandistiek en germanistiek aan de Rijksuniversiteit Leiden. Sinds 1980 werkt zij als freelance vertaalster.

## Prijzen
- 2001 - Vlaamse Cultuurprijs voor Vertalingen voor haar volledige vertaaloeuvre, en in het bijzonder voor de vertalingen van De geruchten en Gedichten van Claus
- 2001 - Prijs voor Europese Poëzie van de stad Münster
- 2004 - Martinus Nijhoff-prijs voor haar vertalingen van Nederlandse literatuur in het Duits

## Vertalingen in het Duits
- 1987 - Nicht so, sondern so! (Niet zo, maar zo!) van Joost Swarte (ISBN 392252463X)
- 1988 - Ein Schwarm Regenbrachvögel (Een vlucht regenwulpen) van Maarten 't Hart (ISBN 3518114182)
- 1992 - Das Verlöbnis (De verloving) van Huub Beurskens (ISBN 3928560050)
- 1993 - Tschuk (Tjoek) van Vincent Mahieu (ISBN 3928560107)
- 1993 - Knabenzeit (Het jongensuur) van Andreas Burnier (ISBN 3928560085)
- 1993 - Auch Vögel sterben im Morgenblau (De morgen loeit weer aan) van Tip Marugg (ISBN 3928560115)
- 1993 - Villa des Roses van Willem Elsschot (ISBN 3518221213)
- 1994 - Rendezvous bei Stella Artois (Een tevreden lach) van Andreas Burnier (ISBN 392856014X)
- 1994 - Herr Ratti (Meneer Ratti) van Mensje van Keulen (ISBN 3928560131)
- 1995 - Die Zwillinge (De tweeling) van Tessa de Loo (ISBN 3570121968)
- 1995 - Kasesas Lüge (De leugen van de kaketoe) van Marion Bloem (ISBN 3928560166)
- 1996 - Belladonna van Hugo Claus (ISBN 3608933735)
- 1996 - Die Feuertaufe (Alle verhalen tot morgen) van Tessa de Loo (ISBN 3442720540)
- 1996 - Die scharlachrote Stadt (De scharlaken stad) van Hella Haasse (ISBN 3499139170)
- 1998 - Das Stillschweigen (De geruchten) van Hugo Claus (ISBN 3608934189)
- 1999 - Anne Frank Haus. Ein Museum mit einer Geschichte (Anne Frank Huis. Een museum met een verhaal) van Menno Metselaar et al. (ISBN 9072972643)
- 2000 - Das Liebeswerk (Gewassen vlees) van Thomas Rosenboom (ISBN 3518411861)
- 2000 - Der Traumpalast (Een varken in het paleis) van Tessa de Loo (ISBN 3570003418)
- 2000 - Gedichte (Gedichten) van Hugo Claus (ISBN 3608934960)
- 2001 - Die Dunkelkammer des Damokles (De donkere kamer van Damokles) van Willem Frederik Hermans (ISBN 3378006404)
- 2001 - Der gemalte Himmel (Een bed in de hemel) van Tessa de Loo (ISBN 3570005496)
- 2001 - Marcel van Erwin Mortier (ISBN 3518412302)
- 2001 - Unvollendete Vergangenheit (Onvoltooid verleden) van Hugo Claus (ISBN 3608934952)
- 2002 - Der Schlafwandler (Een slaapwandeling, Het laatste bed en De verzoeking) van Hugo Claus (ISBN 360893247X)
- 2002 - Nie mehr schlafen (Nooit meer slapen) van Willem Frederik Hermans (ISBN 3378006455)
- 2003 - Au pair van Willem Frederik Hermans (ISBN 3378006501)
- 2003 - Die Inseln (De eilanden) van A. Alberts (ISBN 3518414690)
- 2005 - Die Tränen der Akazien (De tranen der acacia's) van Willem Frederik Hermans (ISBN 3378006641)
- 2005 - Der Sohn aus Spanien (De zoon uit Spanje) van Tessa de Loo (ISBN 3570008665)
- 2011 - Kongo. Eine Geschichte (Congo. Een geschiedenis) van David Van Reybrouck

- Gemeinsame Normdatei: 142172715
- International Standard Name Identifier: 0000 0003 9807 4034
- Library of Congress Control Number: no2009039160
- Nationale Bibliotheek van Tsjechië: jcu2015858924
- Nationale Bibliotheek van Israël: 987011857671605171
- Nederlandse Thesaurus van Auteursnamen: 073533890
- Système universitaire de documentation: 067131557
- Virtual International Authority File: 191489350
- WorldCat: E39PBJw8Txd9wrjgfM4mx96Yfq